# ニューアーバンアジェンダ
ニューアーバンアジェンダ（New Urban Agenda）とは、国際連合の持続可能な開発のための2030アジェンダによる持続可能な開発目標 (SDGs) をうけ、2016年10月17〜20日にエクアドルのキトで開催された国連人間居住計画（国連ハビタット）によるハビタット3（第3回国連人間居住会議、近年の持続可能性追求に基づき「住宅と持続可能な都市開発に関する国連会議」とも）において確認された21世紀におけるニューアーバニズム推進のための国際的な取組方針（アジェンダ）のことで、「キト宣言」とも呼ばれる。

## 経過
1996年の第2回国連人間居住会議（ハビタット2）において採択された居住環境を主要課題とした「イスタンブール宣言」こと「ハビタット・アジェンダ（居住問題解決のための世界行動計画）」を推進すべく、2000年の国連ミレニアム・サミットで採択されたミレニアム宣言およびそれをもとに翌2001年に策定されたミレニアム開発目標 (MDGs) で「スラムのない都市（貧困の撲滅）」が掲げられた。それから10年間の実現状況を2012年の国連持続可能な開発会議と2014年の国連総会で検討されたポスト2015開発アジェンダにより、さらなる発展を目指すものとして提唱された。

## 目標
国連開発グループによる『Realizing the future we want for all』での「2050年には世界人口の70％が都市に住んでいることになる」との報告を課題と位置づけ、大都市への人口流入と地方都市からの人口流出による都市間格差、その格差から生じる税収格差すなわち行政サービス格差、都市内地区格差（ジェントリフィケーション）、移民による文化摩擦、人口過密による公害、インフラストラクチャーや都市そのものの老朽化と都市再生・再開発、住民の高齢化、都市型水害のような災害などの解決策を模索し、持続可能な都市と都市の権利の確立と都市での持続可能な生活を目指す。また、都市の聖地の保護も確認された。

## 都市文化顕彰
ニューアーバンアジェンダの公表をうけユネスコでは都市文化の顕彰を始めた。ユネスコは2004年に国連ハビタットと文化のためのアジェンダ21を作成し都市が持つ文化的意義に触れている。世界遺産では「20世紀の建築物と都市計画（近代都市）」の登録を推奨しており、美術的な都市景観 (Cityscape) の評価やアーバンデザインにおけるグローバリズムによる都市外観の均一化への危惧 (One size fits all) などを注視している。これまで保護の対象としてきた歴史的都市の対極にある現代都市を将来的に遺産となりうる歴時遺産と位置づけ、都市遺産の制度化を目指すことを第40回世界遺産委員会において決定した。

### 都市遺産
1998年にユネスコのカンファレンス「21世紀の建築と都市」で初めて都市遺産という言葉が登場し、2005年にはカンファレンス「世界遺産と現代建築 - 歴史的都市景観の管理」において高層建築物景観について研究し、「ウィーン覚書」で現代建築と現代都市の景観に言及。そして2011年に採択された「歴史的都市景観に関する勧告」で、「歴史的及び現代的な建築環境、地上及び地下のインフラ、空地及び庭園、土地利用の形態及び空間的構成、知覚及び視覚的関係並びに都市構造を構成するその他のあらゆる要素が含まれる」と定義され、「情報技術及び持続可能な計画、設計及び建設上の実行といった技術革新がより広範に利用可能となれば、都市地域が改善され、もって生活の質が高まる」と遺産でありながら発展に伴う変貌を認め、「新たな都市の要素とされるもの（例えば、建設された都市の枠組み、開放空間（通り、公共空間）、都市のインフラなど）」も遺産に含めることを示唆した。
一方、世界遺産では古都や歴史地区のような歴史的経緯がある都市はその景観を保持することが求められるが、経済活動を伴い常に変貌を遂げる現代都市の景観を固定することは不可能であり、その更新する様子は流動景観 (Flowing landscape) と捉えることができ、現在進行形で歴史が造り続けられる物証となる。そうした現代都市を世界遺産的に扱い評価するのであれば、登録基準（クライテリア）のｉ.人間の創造的才能を表す傑作、ⅱ.建築・科学技術・記念碑・都市計画・景観設計の発展に重要な影響を与えた、ⅳ.歴史上の重要な段階を物語る建築物、が適用できる。しかし、必要に応じ改修や部材交換され、スクラップアンドビルドが必然的な現代建築は真正性の奈良文書での文化資材の真正性に欠けることになる。

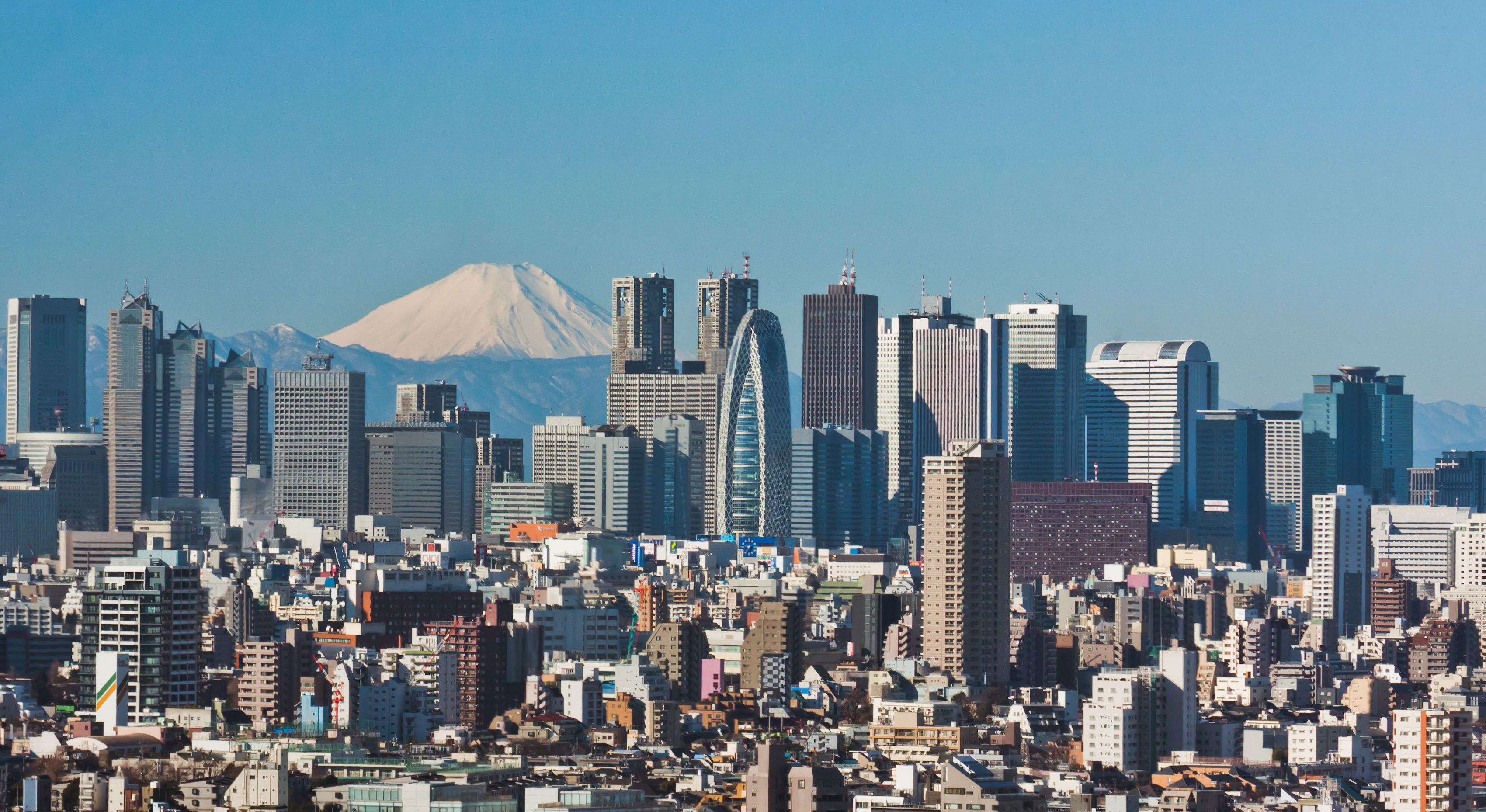
現代都市東京は都市遺産候補

こうした問題からユネスコはまだ都市遺産について具体的な内容を公表していないが、ユネスコの調査に協力したオランダの文化遺産庁・ロッテルダム大学・住宅都市開発研究所による研究からその一端が垣間見える。都市遺産では個々の建築物より、都市全体の景観（ランドスケープ・アーバニズム）や都市形態などを重視することになる。その都市景観は純然たる現代都市のみならず、歴史的背景がある都市の一区画に超高層ビルなどが聳えるような混在した景観でも対象になりえ、その具体例としてモロッコの首都ラバトが「近代的首都と歴史的都市をあわせもつ遺産」として世界遺産に登録されている。そこでは空間的不整合がない景観調和としてゾーニングや景観接続が重要で、都市計画や成長管理が問われる。また優れた都市機能（機能主義）があること、都市公園や都市生態学の充実など都市環境・社会的環境への配慮も重視される。
求められる条件としては、「都市が社会へ利益をもたらしていること（経済的価値）」、「都市自らが遺産を維持するための資金が調達できること」、「遺産科学に基づく都市自身による文化遺産の管理と文化遺産の保存修復および持続可能な保全ができること」、「行政による遺産としての都市管理ができること」、「都市内の民間セクターによる遺産としての文化資源の管理と有効活用（都市観光など遺産の商品化や遺産の資源利用）ができること」、「都市内に社会的結束や社会的包摂があること」、「遺産としての都市が住民のアイデンティティに影響を与えていること」、「都市に再生可能エネルギーやコジェネレーションなどのエネルギー効率対策が導入されていること」、「都市災害に対する都市の捜査と救助があること」など。

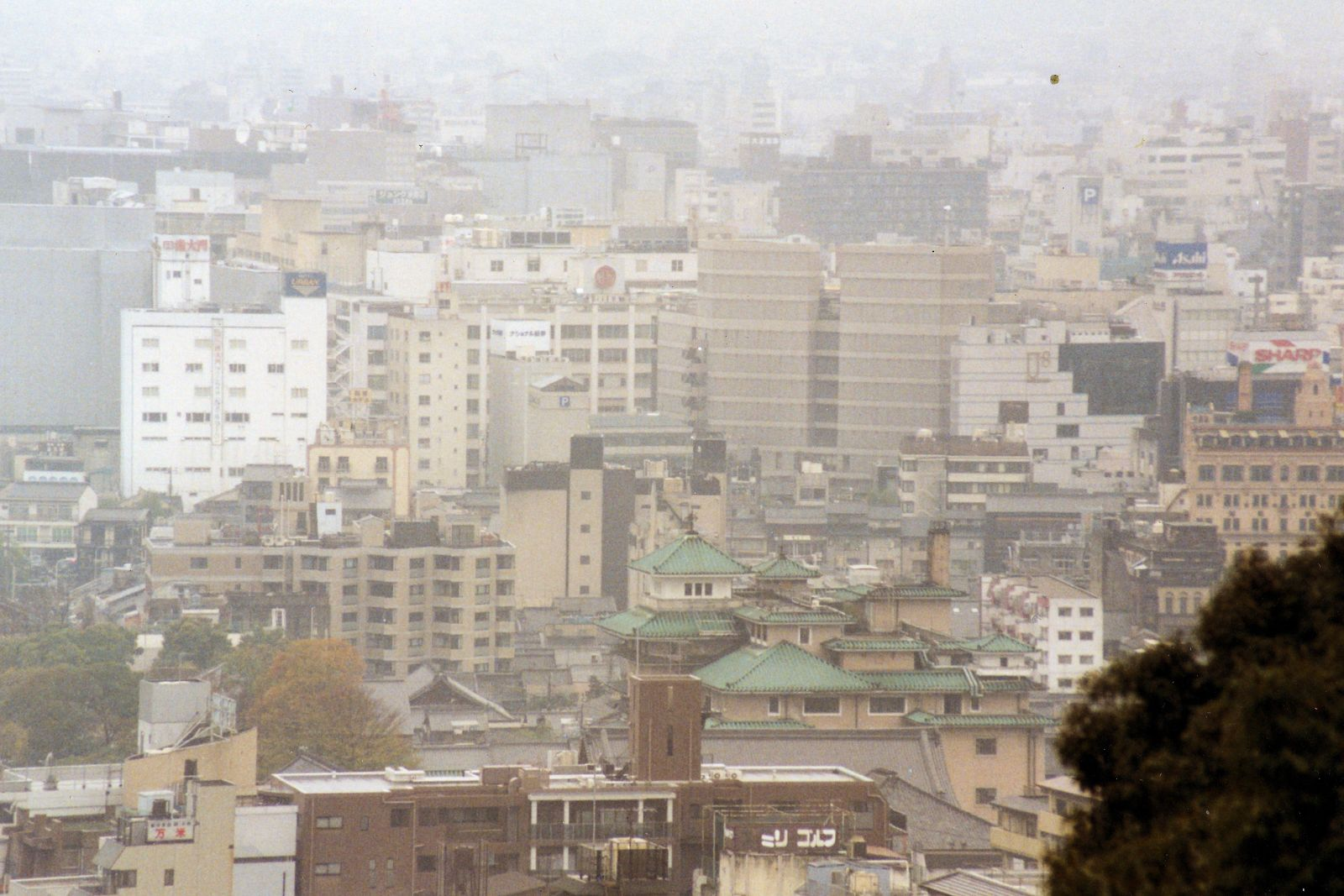
千年間の景観蓄積が京都の都市遺産

なお都市は人工的なものであることから、自然環境との融和は求められない。人間居住科学に基づく造園などでの自然と人間の共生があれば充分。
ユネスコは都市遺産の参考事例として京都を引き合いに出している。しばしば都市化が景観破壊として扱われる京都であるが、都市遺産の観点からすると建築規制や住み分けができており現代社会に適合していると捉えられ、2018年に京都市が発表した「持続可能な都市文明の構築を目指す京都宣言」は新たな指針になりうると注目される。
ユネスコが採用した文化的景観の概念を、日本では重要文化的景観として将来的に工業地帯やニュータウン・団地にまで適用範囲を拡大する試案があり、都市景観が対象となれば都市遺産の法的保護根拠（完全性）にもなりうる。
日本では自治体や大学などが都市内における文化財をもって都市遺産と称している例もあるが、ユネスコが目指す制度とは主旨が異なる。

#### ウィーンの矛盾
都市遺産では「伝統と革新の共存」も模索し、前述のようにオーストリアのウィーンにおいて「ウィーン覚書」を取り交わしたが、世界遺産でもあるウィーン歴史地区での都市化開発が問題となり、2017年の第41回世界遺産委員会で危機遺産に指定されてしまった。